# QNM (metoda)
QNM – metoda pozwalająca wyznaczać histogramy różnic lub sum wielkości poddanych kwantyzacji w taki sposób, aby zminimalizować wpływ kwantyzacji oraz nieliniowości charakterystyki kwantyzatora (ang. Quantization and Non-linearity Minimization method).
Pierwotnie została ona opracowana w celu poprawy parametrów metrologicznych modułów pomiaru odcinka czasowego, w których odcinek czasowy wyznacza się jako różnicę dwóch stempli czasowych.
Metoda QNM wykorzystuje fakt, że wielkość zmierzona (poddana kwantyzacji) posiada rozkład prostokątny, wówczas rozkład prawdopodobieństwa sumy dwóch wielkości będzie splotem ich rozkładów. W tej metodzie dla pojedynczej pary dwóch wielkości histogram sum uzupełniany jest poprzez dodanie splotu do histogramu, a nie tak, jak to jest robione w sposób tradycyjny zwiększenie wartości histogramu o jeden w punkcie który jest sumą tych wielkości.
Histogram różnic wyznacza się w metodzie QNM w taki sposób, że splotowi podlega funkcja opisująca odjemną oraz funkcja opisująca odjemnik ze zmienionym znakiem argumentu.

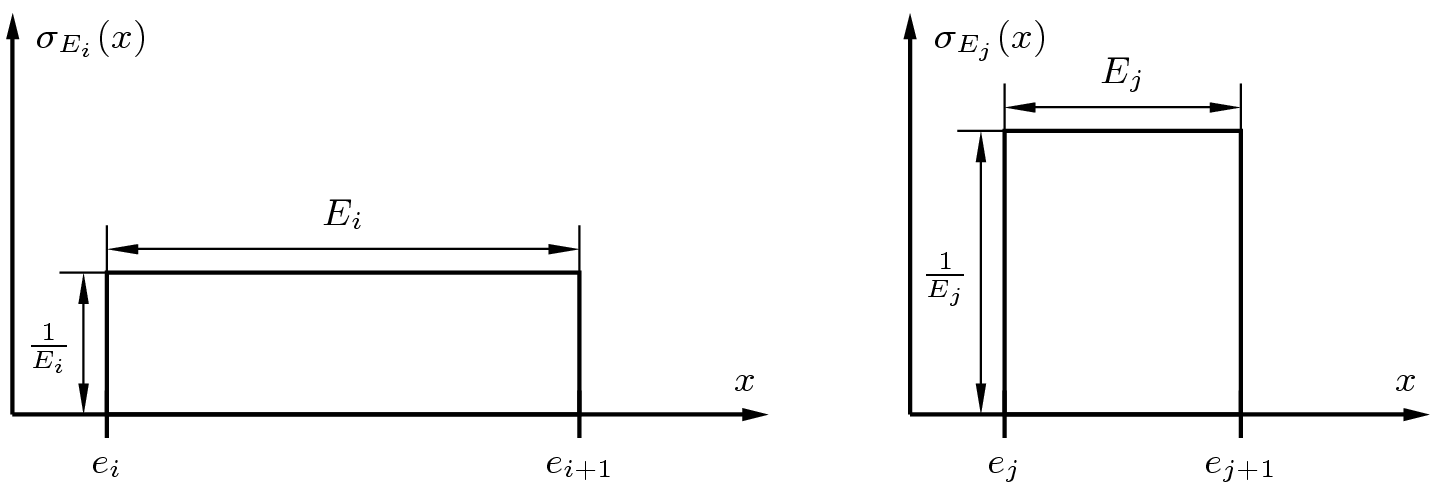
Rozkłady prawdopodobieństwa dwóch pomiarów, pierwszy pomiar został zaliczony do -tego przedziału eksperymentalnego o szerokości drugi do -tego przedziału o szerokości

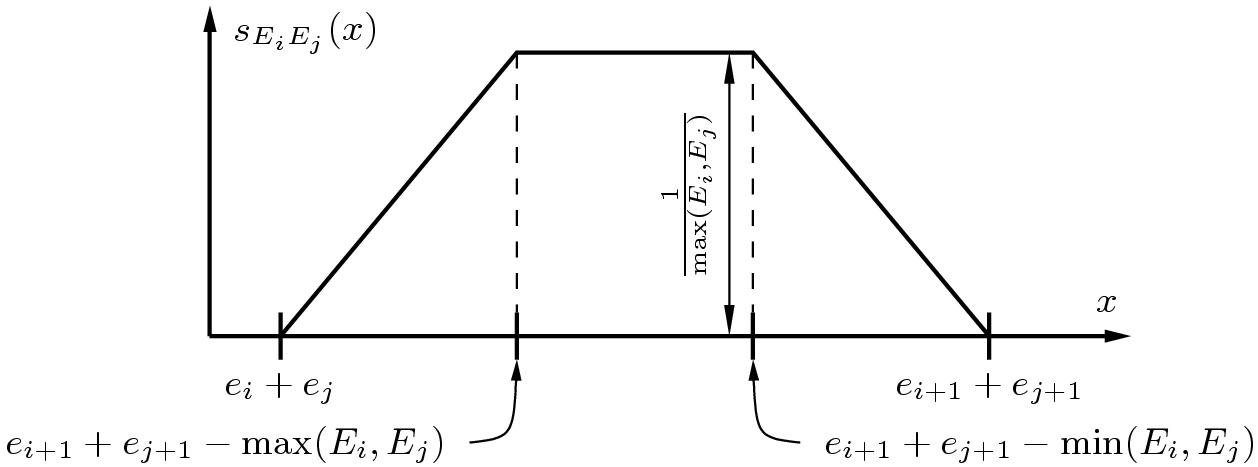
Rozkłady prawdopodobieństwa sumy dwóch pomiarów, pierwszy pomiar został zaliczony do -tego przedziału eksperymentalnego o szerokości drugi do -tego przedziału o szerokości

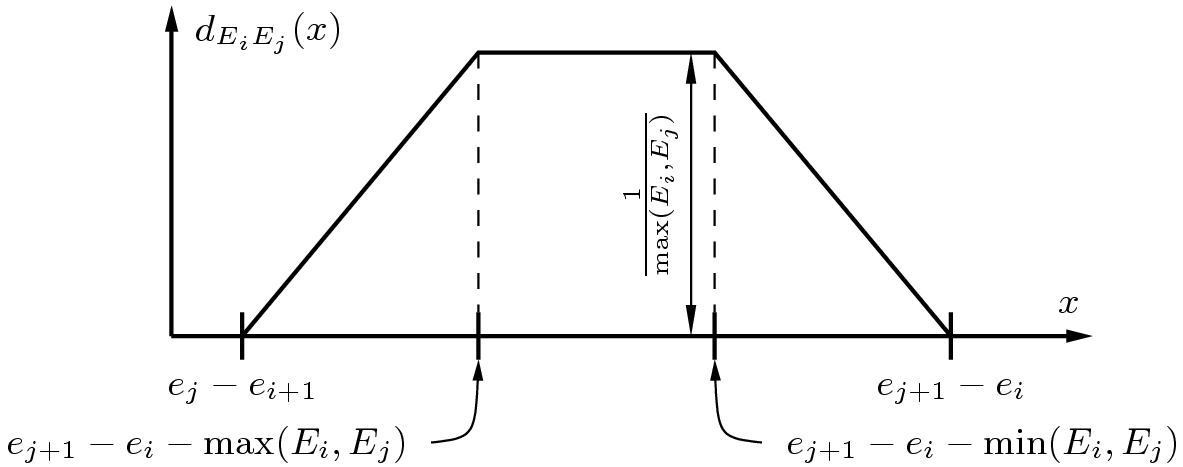
Rozkłady prawdopodobieństwa różnicy dwóch pomiarów, pierwszy pomiar został zaliczony do -tego przedziału eksperymentalnego o szerokości drugi do -tego przedziału o szerokości